# Bredo Henrik von Munthe af Morgenstierne

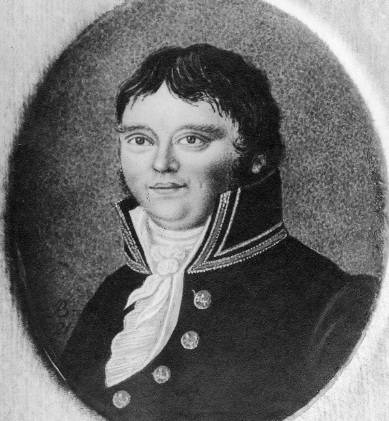
Bredo Henrik von Munthe af Morgenstierne

Bredo Henrik von Munthe af Morgenstierne (* 27. September 1774; † 3. Juni 1835) war ein dänisch-norwegischer Jurist. Er war von 1816 bis 1820 der erste Regierungsanwalt Norwegens, das heißt, der Chefanwalt der norwegischen Regierung, der die Regierung in allen Zivilsachen vertrat.
Er wurde in Dänemark als Sohn von Otto Christopher von Munthe af Morgenstierne und seiner Frau Christine Bodilla Birgitte de Flindt geboren; sein Großvater Bredo von Munthe af Morgenstierne (1701–1757), Richter am dänisch-norwegischen Obersten Gerichtshof, war in Dänemark-Norwegen geadelt worden.
Er wurde an der Universität Kopenhagen zum Juristen ausgebildet. 1802 wurde er zum Rechtsanwalt am Obersten Gerichtshof befördert. Er verließ Dänemark 1804 und reiste als Geiger durch Europa. 1806 kam er nach Norwegen. 1814 wurde er Norwegens erster Anwalt am neuen norwegischen Obersten Gerichtshof. Von 1816 bis 1820 war er Regierungsanwalt.
Er war Schwiegervater des Präsidenten des Obersten Gerichtshofs Peder Carl Lasson und des Premierministers Frederik Stang und hat viele prominente Nachkommen in Norwegen.